# أندريس بلانكو
أندريس بلانكو (بالإسبانية: Andrés Eloy Blanco) هو لاعب كرة قاعدة فنزويلي، ولد في 11 أبريل 1984 في كاراكاس في فنزويلا.

## وصلات خارجية
- أندريس بلانكو على موقع دوري كرة القاعدة الرئيسي (الإنجليزية)
- أندريس بلانكو على موقعبيزبول رفرنس.كوم (الدوري الرئيسي) (الإنجليزية)
- أندريس بلانكو على موقعبيزبول رفرنس.كوم (الدوري الثانوي) (الإنجليزية)
- أندريس بلانكو على موقع إي إس بي إن.كوم (أم.أل.بي) (الإنجليزية)
- أندريس بلانكو على موقع مشجعي الرسوم البيانية (الإنجليزية)